# Lygdamis gibbsi
Lygdamis gibbsi är en ringmaskart som beskrevs av Kirtley 1994. Lygdamis gibbsi ingår i släktet Lygdamis och familjen Sabellariidae. Inga underarter finns listade i Catalogue of Life.